# Ботритизирано вино
Ботритизирано вино, наричано също „вино от късен гроздобер“ е благородно сладко вино, получено от грозде, нападнато от благородната плесен Botrytis Cinerea, с начално минимално естествено захарно съдържание на гроздовата мъст – 212 грама на литър. Естественото алкохолно съдържание на благородно сладките вина не може да бъде по-малко от 12 обемни процента.

## Технология на ботритизирани вина
При ферментацията голяма част от захарите не могат да се трансформират в алкохол и получените вина са с високо захарно съдържание. Ферментацията и отлежаването на благородно сладки вина се извършва във ферментационни резервоари според прилаганата технология при по-ниски температури или в някои случаи със загряване на гроздето или гроздовата каша до температура 60 градуса по Целзий.
Такива вина се правят, когато гроздето е подложено на влиянието на т.нар. „благородна плесен“ (Botrytis Cinerea), благодарение на която гроздовите зърна се свиват (стафидират), водното им съдържание намалява и се увеличава количеството на захарите и ароматните компоненти. Най-известните вина направени с такова грозде са някои от десертните вина на Сотерн, Франция и на Токай, Унгария.